# Peso portoricano
Il peso è stata la valuta usata a Porto Rico tra il 1812 e il 1898.

## Storia
Il peso era inizialmente suddiviso in 8 reales spagnoli ed era equivalente al real da 8. Tra il 1812 e il 1819, il peso fu emesso sotto forma di banconota. Non ci furono ulteriori emissioni di valuta specifiche per l'uso a Porto Rico fino agli anni '80. In questo periodo il peso fu suddiviso in 100 centavos ed era equivalente a 5 pesetas spagnole. Banconote e monete contromarcate furono emesse negli anni '80, e monete regolari seguirono negli anni '90. Il peso fu sostituito dal dollaro alla pari in seguito al passaggio di Porto Rico sotto il controllo degli Stati Uniti d'America nel 1898.

## Monete
Nel 1884 una quantità di diverse monete fu contromarcata con un fleur-de-lis per la circolazione a Porto Rico. Monete da 2, 4 e 8 reales, da 5 e 10 centimos, pezzi da 20 cent, quarter, mezzi dollari e dollari statunitensi furono tutti contromarcati ed usati finché non furono ritirati nel 1894.
Nel 1895 furono introdotte monete d'argento da 20 centavos e 1 peso, seguite nel 1896 da monete d'argento da 5, 10 e 40 centavos. La moneta da 1 peso recava la denominazione "1 PESO = 5 P.TAS".

## Banconote
Il tesoro nazionale emise banconote da 8 reales nel 1812 e nel 1813, seguite da banconote da 3 e 5 pesos tra il 1814 e il 1819. Nel 1880 circa, la "Compania de los Ferro-Carriles de Puerto Rico" emise banconote da 5 pesos. Nello stesso periodo la "Caja de Ahorros de Ponce" emise biglietti da 50 pesos.
Nel 1889 il "Banco Español de Puerto Rico" introdusse banconote in tagli da 5, 10, 20, 50, 100 e 200 pesos. Il "Ministerio de Ultramar" emise banconote da 1 peso nel 1895. Le prime banconote emesse sotto l'amministrazione statunitense furono le banconote da 5 pesos del "Banco Español" sovrastampate con la legenda "Moneda Americana". La seconda emissione fu denominata sia in pesos che in dollari.

## Successive monete per Porto Rico
Nel 2005 il Partito Nazionalista Portoricano emise una quantità limitata di banconote per commemorare il grido di Jayuya, la sommossa anti-statunitense del 1950. La serie era denominata in pesos ed era costituita da sei tagli, con biglietti da $1, $5, $10, $20, $50 e $100 pesos. Il disegno di tutte mostrava Pedro Albizu Campos sul fronte mentre sul retro erano raffigurate le bandiere di Porto Rico, Jayuya e del Partito nazionalista. Microstampa con i nomi di Pedro Albizu Campos e Filiberto Ojeda Ríos sono dappertutto nei biglietti. Il Liberty Dollar di Porto Rico fu introdotto il 10 luglio 2005. L'8 ottobre 2005, per la prima volta in più di un secolo, cominciarono a circolare monete in argento (silver ounces, once d'argento).
Nel dicembre 2007 il Congresso degli Stati Uniti ha approvato una misura che include i territori di Porto Rico, Washington D.C. ed altri territori non-autonomi come le Samoa Americane, Guam e le Isole Vergini nel programma "50 State Quarters" Questi territori erano stati inizialmente esclusi dal programma originale approvato nel 1998; di conseguenza ci sono stati 10 anni di pressioni per poterli includere..
Nel disegno di queste monete ci sarà al dritto la stessa immagine di George Washington che si trova nella moneta standard, mentre al rovescio ci sarà un motivo che illustrerà qualche caratteristica di queste paesi. Il Segretario al Tesoro dovrà approvare ogni disegno dopo averlo valutato assieme al governo locale.